# 孙逊 (艺术家)
孙逊（1980年—），出生于辽宁阜新，是中国当代影像艺术领域的青年艺术家。

## 生平
自2006年于杭州创立丌格动画工作室起，在国内外举办百余场个展及群展并屡次获奖。饱含隐喻的画面细节、暗黑张力的手绘风格、梦幻跳跃的情节设计是孙逊颇具个人特色的视觉语言；其动画作品曾入选柏林电影节与威尼斯电影节。其动画短片的艺术特点集中反映了孙逊作为新媒体艺术家在影视表达的领域做出的诸多尝试：探索不同创作材料的叙事效果（报纸、书籍、木刻版画、水墨画、色粉等）、探讨如何展现非线性的时间与空间观念、探究现实与幻想的表现形式与社会与社会学理论的发展演变。孙逊代表作品包括： 《魔术师党与死乌鸦》（2013），《一场革命中还未来得及定义的行为》（2011），《21克》（2010），《人民共和动物园》（2009），《新中国》（2008），《安魂曲》（2007），《异邦》（2006），《魔术师的谎言》（2005）等。

## 展览历史

### 个展[1]
- 谶语实验室，余德耀美术馆，上海（2016）
- 《第二共和国》第62届奥伯豪森国际短片电影节 - 艺术家个展奥伯豪森，德国（2016）

### 群展[1]
- 古根海姆“何鸿毅家族基金会中国当代艺术计划”，故事新编，所罗门·R·古根海姆美术馆，纽约，美国（2016）

## 收藏
他的作品被香港M+美术馆、美国卡迪斯特艺术基金会、大都会艺术博物馆、布鲁克林美术馆、伯明翰艺术博物馆、迈克·雅各布斯收藏、哈默博物馆等机构收藏。